# Islamitische Staat Khorasan
De Islamitische Staat – provincie Khorasan, Arabisch: الدولة الإسلامية – ولاية خراسان al-Dawlah al-Islāmīyah – Wilāyat Khurāsān (ISIS-K of IS-KP) is een regionale tak van de terroristische salafistische groepering Islamitische Staat (IS) die actief is in Zuid-Centraal-Azië, voornamelijk Afghanistan.
ISIS-K probeert de bestaande regeringen in de historische regio Khorasan te destabiliseren, omver te werpen en te vervangen met als doel een kalifaat in Zuid- en Centraal-Azië te creëren, geregeerd door een strikte interpretatie van de islamitische sharia, dat zij van plan zijn uit te breiden buiten de regio. ISIS-K heeft talloze aanvallen uitgevoerd op burgerdoelen in Afghanistan en Pakistan, voornamelijk tegen sjiitische moslims, politici en overheidspersoneel.
Hoewel het merendeel van de ISIS-K-aanvallen plaatsvond in het oosten van Afghanistan en de Pakistaanse provincie Khyber Pakhtunkhwa, breidde ISIS-K sinds april 2022 zijn operationele gebied uit om operaties uit te voeren. In april en mei 2022 lanceerde ISIS-K raketten vanaf Afghaans grondgebied naar de noordelijke buurlanden van Afghanistan, Oezbekistan en Tadzjikistan.
Op 22 maart 2024 eiste Islamitische Staat de verantwoordelijkheid op voor de aanslag op Crocus City Hall nabij Moskou, waarbij minstens 143 concertgangers werden gedood en ruim 360 gewond raakten.